# Мухаммадия (Казань)
Казанское мусульманское медресе «Мухаммадия» (тат. Мөхәммәдия) — высшее медресе на территории исторической Старо-Татарской слободы города Казани.
Здание медресе по адресу ул. Габдуллы Тукая, д. 34 является объектом культурного наследия республиканского значения.

## История
Существует с 1882 года. Основатель — видный татарский религиозный деятель Галимжан Баруди. Одноэтажное кирпичное здание было построено М. И. Галеевым в 1883 г. по проекту архитектора М. Ермолаева. Впоследствии его надстроили вторым и третьем этажами. В 1901 г. к его уже трёхэтажному объёму было пристроено новое трехэтажное кирпичное здание.
На церемонию закладки первого камня в основание нового здания в 1901 г. приехал религиозный лидер Зайнулла Расулев, «духовный король татар».
В 1918 году медресе было разогнано, здание передано организациям. Медресе заново открылось в 1993 году после длительного перерыва. Учредителем выступило Духовное управление мусульман Республики Татарстан (ДУМ РТ). В сентябре 1995 г. здание медресе «Мухаммадия» было передано правительством Татарстана Духовному управлению мусульман Республики Татарстан. Но прежние арендаторы (редакция газеты «Крис» и др. структуры) не спешили его освобождать. Тогда шакирды (студенты) медресе во главе с Габдуллой Галиуллиным и  ректором медресе Исхаком Лутфуллиным заняли 16 октября 1995 г. ряд помещений в медресе и отказались покидать их по требованию милиции. Эта акция ускорила передачу здания «Мухаммадии» ДУМ РТ, но настроила против муфтия Казанский Кремль. В 1998 году здание медресе было возвращено учебному заведению.

## Учебный процесс

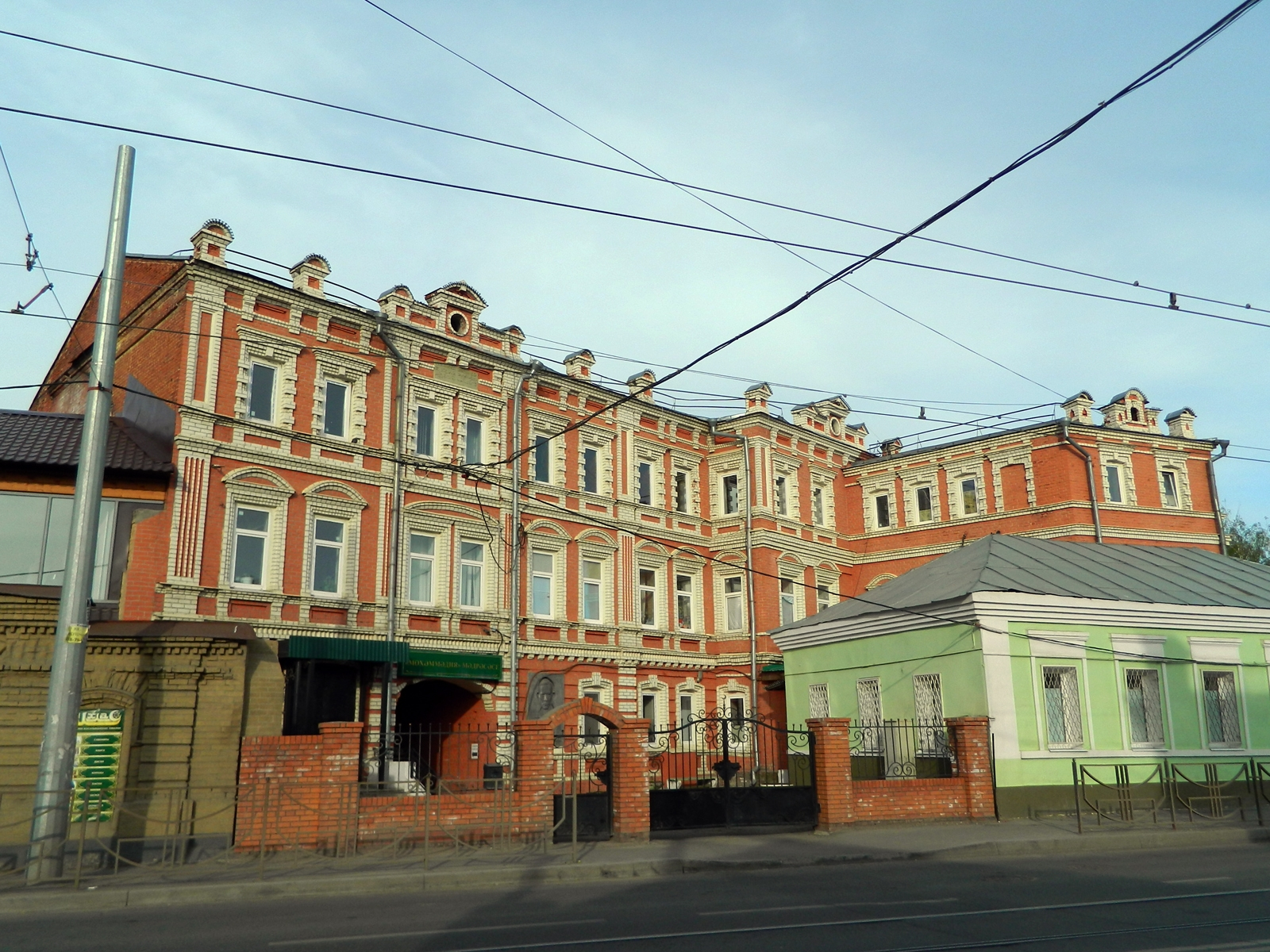
Медресе Мухаммадия

В 1891 году, с введением новометодного обучения, появились светские дисциплины, такие как математика, география, природоведение, русский язык и т. д. Параллельно с этим необходимо было подготовить квалифицированных преподавателей, и в 1907 году 2 мая с этой целью были открыты педагогические курсы. В итоге это учебное заведение превратилось в многоступенчатое медресе, где обучались в течение 12 лет. В 1913 году обучение преобразовалось и стало 14-летним: 5 лет «Ибтидаия» — начальное образование, 6 лет «Санавия» — среднее, 3 года «Галия» — высший и завершающий курс, а также не входящий в систему обучения 1 год подготовительных курсов. За 36 лет своего существования медресе выпустило более тысячи студентов и дало им начальное, среднее и высшее духовное образование. Медресе «Мухаммадия» оставило свой светлый след в истории татарского просвещения, дав известных ученых в области светской науки, культуры, экономики и политики.
В медресе, где обучалось до 500 шакирдов, имелся значительный преподавательский состав. Так, в 1906 г. помимо нескольких ассистентов здесь работало около 20 мугаллимов. В то же время у «конкурентов», в соседнем медресе «Гаффария» даже в 1914 г. преподавателей было всего пятеро. В 1913—1914 учебном году преподавательский коллектив «Мухаммадии» насчитывал 20 человек. В него входили Г. Галиев-Баруди (толкование Корана, хадисы), Г. Галиев (Коран), М. Ханафеев (букварь, Коран, вероучение, история ислама), Тагир Ильяс (фикх, арабская литература и арабское чтение, изложение, догматика, стихи, вероучение, изречение и нравоучение), Я. Адутов (жизнь Мухаммада, арабская литература), Ш. Бикбулатов (Коран, арабская этимология, вероучение), X. Азизов (арабская этимология, чтение, перевод, диктовка, изречение, всеобщая история, татарский язык), К. Беккенин (этимология, синтаксис арабского языка, арифметика, перевод, диктовка, чтение, естественная история, арабская ритмика, изложение), М. Хабибрахманов (арифметика, география, история татар, татарский язык), Ш. Мустафин (арифметика, чистописание, рисование, изречения Мухаммада, чтение, диктовка, араб¬ский язык, сочинение), X. Султанов (русский язык, арифметика), А. Заитов (история ислама, рисование, арифметика, счет, этимология, диктовка, география, изречение Мухаммада, Коран, чтение), 3. Уразаев (заучивание наизусть, диктовка, рисование, Коран, чтение, переложение, изречение, арабский язык, чистописание, счет, арифметика, история ислама), А. Нигматуллин (рисование, чтение, вероучение, переложение, заучивание наизусть, чистописание, арифметика, счет, диктовка, вероучение), Кашшаф Тарджеманов (основы юриспруденции, татарский язык, философия, психология, логика) и другие.

## Известные выпускники
- Категория:Выпускники медресе «Мухаммадия»